# Ibn al-Baitar
Ḍiyāʾ Al-Dīn Abū Muḥammad ʿAbdllāh Ibn Aḥmad al-Mālaqī (ضياء الدين أبو محمد عبد الله بن أحمد المالقي ) en árabe), (el malagueño) y al-Nabatí (el botánico); comúnmente conocido como Ibn al-Baitar, fue un médico y botánico andalusí, nacido hacia 1190 o 1197 en la Provincia de Málaga (se especula con que nació en el municipio de Benalmádena) y muerto en 1248 en Damasco. Su nombre significa, en árabe, hijo del veterinario.
Ibn Al-Baitar estudió con el botánico Abu al-Abbas al-Nabati en Sevilla donde comenzó una colección de plantas cuyo estudio se centraba en sus propiedades medicinales. Hacia 1220 emigró al Próximo Oriente atravesando el norte de África y visitando Anatolia y Siria para finalmente establecerse en El Cairo, donde fue nombrado botánico jefe de Egipto por el sultán. Allí estudió las propiedades medicinales de las plantas y realizó numerosos viajes de investigación con sus alumnos.
Ibn al-Baitar fue responsable de numerosos trabajos que recogen el conocimiento farmacéutico de su tiempo en África del Norte. Su obra más conocida es Kitāb al-Jāmiʻ li-mufradāt al-adwiya wa-l-aghdhiya ("Libro recopilatorio de medicinas y productos alimenticios simples"). Nombró las plantas y describió el uso de más de 1400 especies mayormente de la farmacopea Árabe cuya lengua tenía que perfectamente conocer.
Su obra sería utilizada y traducida durante toda la Edad Media.

## Obra
- Traité des simples, Paris, Imp. Nac., 1877-83, 3 vol; traductor Lucien Lecrerc[2] (reedit. 1980).
- Tratado de los limones